# Giuseppe Casari
Giuseppe Casari, dit Bepi (né le 10 avril 1922 à Martinengo, dans la province de Bergame, en Lombardie, et mort le 12 novembre 2013) est un footballeur italien.

## Biographie
Giuseppe Casari est reconnu comme l'un des meilleurs gardiens de but italiens des années 1950, bien qu'il ait évolué en seconde division (Serie B) la plupart du temps au cours de sa carrière.
Étant né et ayant grandi à Bergame, il fait ses débuts footballistiques dans l'équipe de sa ville natale, l'Atalanta lors du championnat régional de 1944 et en Serie A en 1945-46. En 1948, il fait partie de l'effectif italien aux Jeux olympiques de Londres de 1948. Il participe également à la coupe du monde 1950 en tant que remplaçant de Sentimenti IV et de Giuseppe Moro.
Après la coupe du monde, il part au Napoli où il retrouve une place importante au poste de gardien en sélection (à une époque où l'on connaîtra 12 gardiens appelés en 15 ans).